# Sabanejewia aurata
Sabanejewia aurata é uma espécie de Actinopterygii da família Cobitidae.
Pode ser encontrada nos seguintes países: Albânia, Arménia, Áustria, Azerbaijão, Bósnia e Herzegovina, Bulgária, Croácia, República Checa, Grécia, Hungria, Irão, Moldávia, Roménia, Rússia, Sérvia,  Montenegro, Eslováquia, Eslovénia, Turquia, Turquemenistão, Ucrânia e Uzbequistão.